# Kyudo

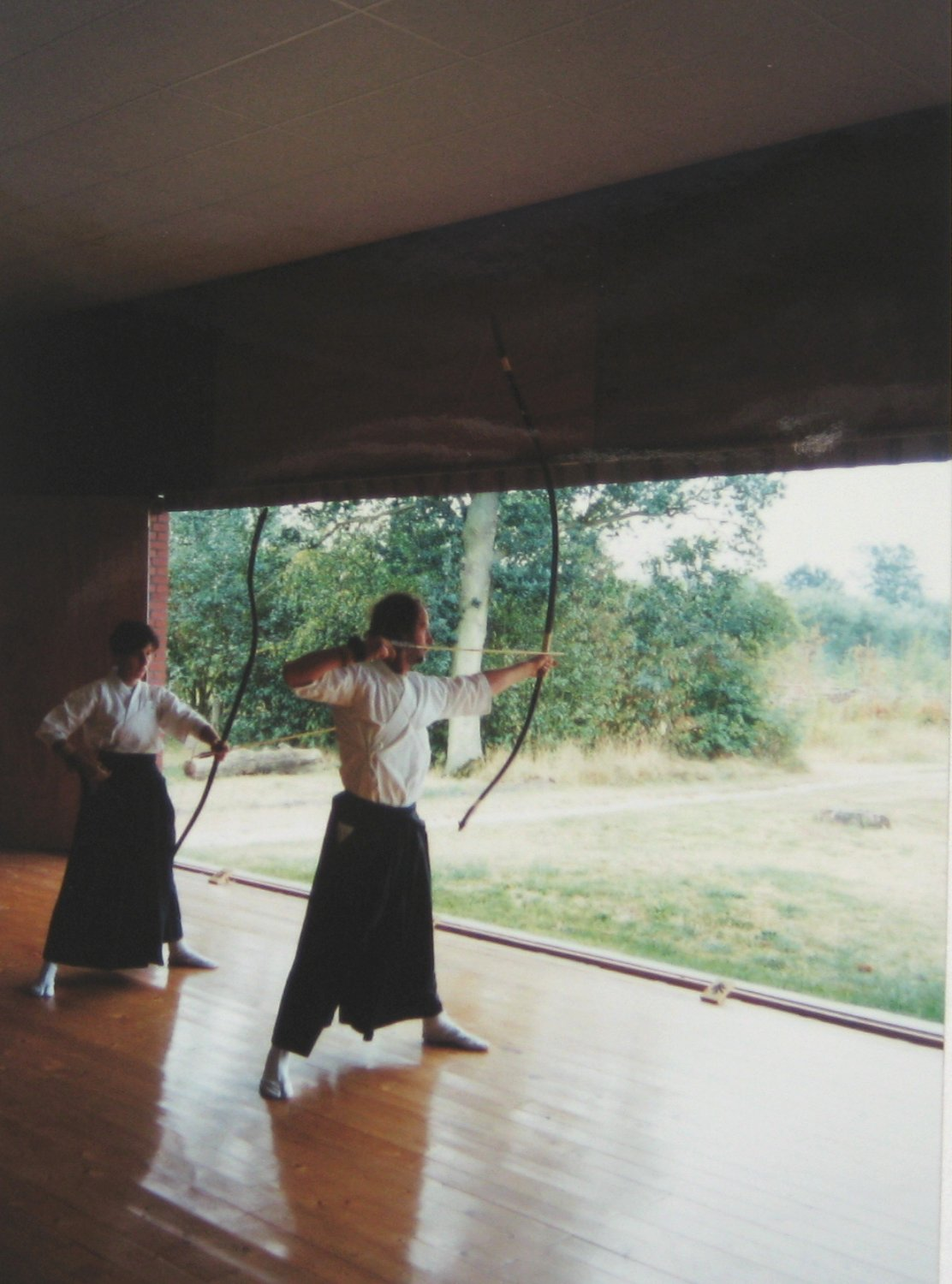
Kyudo in Nederland

Kyudo, (弓道 Kyūdō), dat letterlijk "de weg van de boog" betekent, is een traditionele Japanse vorm van boogschieten.
In het verleden werd de Japanse boog, de yumi, gebruikt voor de jacht, oorlog, hofceremonies, spelen en vaardigheidswedstrijden. Het originele woord voor Japans boogschieten was kyujutsu (boogtechniek) dat de vaardigheden en de technieken van de samoerai omvatte. De yumi gold lang als het hoogste wapen van de samoerai, dat was slechts voorbehouden aan krijgers van de hoogste klasse. Na de introductie van het geweer kreeg de yumi geleidelijk een volledig ceremoniële functie, en veranderde het praktische gebruik voor jacht en strijd (kyujutsu) in een meditatieve beoefening (kyudo). Modern kyudo wordt beoefend voor de fysieke, morele en geestelijke ontwikkeling. Het doel is op de correcte manier te schieten, het raken van het doel 'komt dan vanzelf'.
Kyudo wordt beoefend in een daartoe ingerichte oefenruimte (dojo), in traditionele Japanse kleding en met een traditionele Japanse boog (Yumi), die van oudsher werd vervaardigd van verschillende lagen bamboe en hardhout, en meer dan twee meter lang is. Er zijn nog maar enkele handwerkslieden die de ambachtelijke vervaardiging van de yumi tot in de finesses beheersen. In het moderne kyudo wordt daarom ook gebruik gemaakt van fabrieksmatig vervaardigde yumi, en zijn ook materialen als carbon en fiberglas toegestaan. Er zijn nog wel traditionele scholen (ryu) die voornamelijk handgemaakte yumi gebruiken. 
De techniek van het boogschieten wijkt bij kyudo op verschillende punten af van het westerse boogschieten. Zo wordt bij Kyudo boog niet in het midden, maar op ongeveer 1/3 van de onderkant vastgepakt en wordt de pees van de boog tot achter het oor wordt getrokken in plaats van op de wang. Bovendien wordt gebruik gemaakt van een schiethandschoen. 
Kyudo omvat meer dan alleen een pijl schieten op een doel. Als vorm van meditatie in actie is het gericht op de persoonlijke ontwikkeling; net als bij andere vormen van meditatie wordt gestreefd naar oordeelloos handelen in het moment. Traditioneel is kyudo gelieerd aan Shinto en Zen-Boeddhisme. Het wordt dan ook vaak een zenkunst genoemd.

## Kenmerken
De essentie van moderne kyudo is synoniem met het streven naar waarheid, goedheid en schoonheid.
De waarheid in kyudo manifesteert zich in schieten dat puur en rechtschapen is, waar de drie elementen van houding, beweging en techniek zich in een staat van perfecte harmonie verenigen. Een waar schot in kyudo is niet één dat enkel maar het midden van het doel raakt, maar is er één waarvan gezegd kan worden dat de pijl in het doel is voordat er gelost wordt.
De goedheid omvat kwaliteiten zoals hoffelijkheid, medeleven, ethiek en niet-agressie. In kyudo wordt de goedheid getoond door juiste houding en gedrag te tonen in alle situaties. Een goede kyudoschutter is een persoon die zijn of haar kalmte en deugden bewaart in momenten van grote spanning en conflict.
De schoonheid verbetert zowel het leven als het de geest bevordert. In kyudo worden de waarheid en de goedheid zelf, beschouwd als mooi. De schoonheid kan ook gevonden worden in de uitstekende gratie en kunstgevoel van de Japanse boog en de elegantie van de kledij van de traditionele schutter. Het is ook aanwezig in de verfijnde etiquette die de kyudoceremonie omringt. Etiquette die eenvoudig gemeenschappelijke hoffelijkheid en eerbied voor anderen is, is een essentieel element van de kyudopraktijk.

## Richtingen
In Japan waren oorspronkelijk verschillende kyudoscholen actief. Na de Tweede Wereldoorlog werden door de Amerikaanse bezetter alle krijgskunsten in Japan verboden; ze mochten alleen nog als sport beoefend worden. Zo ontstond de All Nippon Kyudo Federation en later de International Kyudo Federation (IKyF), georganiseerd in nationale verenigingen (Renmei), waarin het meditatieve aspect wordt gecombineerd met een klassering in graden (Dan) en een wedstrijdelement. Ondanks het verbod bleven in Japan echter enkele traditionele scholen actief, die een meer spirituele praktijk kennen, zonder graden of een wedstrijdelement. De belangrijkste is de Heki ryu, die verschillende onderafdelingen kent, zoals de Heki ryu Bishu Chikurin ha, onder leiding van de Japanse boogbouwmeester Kanjuro Shibata. Deze school heeft wereldwijd beoefenaren, waaronder de Nederlandse Barako Kyudojo.

## Uitrusting
Beoefenaren van kyudo schieten in traditionele kleding: de zwarte of donkerblauwe hakama (plooirok of -broek), witte dogi (shirt) en witte tabi (slofjes). De dogi wordt omgord door een lange band (obi) die om het middel gewikkeld wordt.
Bij Kyudo wordt gebruikgemaakt van de asymmetrische Japanse boog, de yumi. Deze boog valt op door zijn lengte van meer dan twee meter en het feit dat de boog wordt vastgepakt op ongeveer een derde van beneden. Traditioneel wordt de boog gemaakt van verschillende lagen bamboe en hardhout, verlijmd met een lijm gemaakt van rendierhuid (genaamd nibe), en op essentiële punten omwikkeld met zeer dunne repen rotan. Bij de ambachtelijk gebouwde yumi wordt nibe meestal vervangen door een moderne lijmsoort; nibe yumi worden nog wel gemaakt, maar zijn zeldzaam en kostbaar. 
Een ambachtelijk vervaardigde yumi wordt bij voorkeur gemaakt op bestelling en qua trekkracht en karakter aangepast aan de wensen van de gebruiker. Hoe een yumi van natuurlijk materiaal reageert op klimatologische omstandigheden en de vaardigheden van de schutter kan sterk verschillen, waardoor elk schot met een dergelijke yumi een aparte belevenis wordt. Bij fabrieksmatig vervaardigde yumi, waarbij vaak van carbon of fiberglas gebruik wordt gemaakt, speelt het specifieke karakter van de yumi geen rol. 
Naast de yumi heeft elke kyudoka een, op maat gemaakte, leren schiethandschoen (kake) waarmee de pees (tsuru) wordt getrokken. Vroeger werden tsuru van hennep gemaakt, dat echter nagenoeg geheel is vervangen door kevlar. Op de handschoen wordt hars gebruikt die het voortijdig lossen van de pijl voorkomt. Pijlen (ya) kunnen van verschillende materialen gemaakt zijn: traditioneel van bamboe, maar in de moderne praktijk komen ook carbon, fiberglas en aluminium voor.

## De acht stappen van een schot: Hassetsu
Kyudo wordt beoefend op verschillende manieren. Vaak wordt geoefend op een oefendoel (makiwara), een baal van rijststro of samengebonden riet, die op ongeveer tweeëneenhalve meter afstand is geplaatst. De eigenlijke praktijk vindt meestal plaats op een afstand van 28 meter, waarbij zowel staand als zittend geschoten kan worden. Vaak wordt daarbij door meerdere schutters tegelijk geschoten, waarbij volledige synchroniciteit het ideaal is. Naast de staande praktijk op 28 meter wordt bij evenementen ook wel op 60 meter afstand geschoten. Een zeer bijzondere, religieus geïnspireerde kyudobeoefening is die vanaf rijdende paarden (Yabusame), waarbij in volle galop op verschillende doelen wordt geschoten.
Een schot binnen Kyudo wordt, afgezien van de praktijk bij Yabusame, altijd opgebouwd uit 8 stappen die allemaal correct dienen te worden uitgevoerd.
- Ashibumi: Het plaatsen van de voeten
- Dōzukuri: Het goed vormen van de torso
- Yugamae: Klaarmaken van de boog
- Uchiokoshi: Het heffen van de boog
- Hikiwake: Het trekken van de boog
- Kai: Het volledig getrokken hebben van de boog
- Hanare: Het lossen van het schot
- Zanshin: Het vasthouden van de vorm